# Rubem Nogueira
Rubem Rodrigues Nogueira (Serrinha, 13 de setembro de 1913 — Salvador, 25 de janeiro de 2010) foi um advogado, professor, político, e escritor, brasileiro, imortal da cadeira número 35 da Academia de Letras da Bahia .   

## Biografia
Foi Procurador-Geral de Justiça da Bahia entre 1951 – 1954. 
Natural de Serrinha, foi professor de Introdução ao Direito da Universidade Católica do Salvador desde a sua fundação em 1956 até 1991.  
Deputado estadual em duas legislaturas, de 1947 a 1951 e de 1955 a 1959; e deputado federal de 1967 a 1971.  
O Colégio Estadual Rubem Nogueira foi assim denominado em sua homenagem. 
Morreu em Salvador aos 96 anos, em 25 de janeiro de 2010.  
No centenário da morte de Ruy Barbosa, em 2023, a Associação Bahiana de Imprensa instituiu a Medalha Rubem Nogueira de modo a homenagear um de seus maiores biógrafos. 